# Kalinik (Dumitriu)
Kalinik, imię świeckie Constantin Dumitriu (ur. 18 listopada 1957 w Bucium) – biskup Rumuńskiego Kościoła Prawosławnego, od 1991 wikariusz archieparchii Jass z tytułem biskupa botoszańskiego. 

## Życiorys
Święcenia diakonatu przyjął 1 marca 1985, a prezbiteratu 15 sierpnia tego samego roku. Chirotonię biskupią otrzymał 25 marca 1991.